# Alexander Brener
Alexander Dawidowitsch Brener (russisch Александр Давидович Бренер, wiss. Transliteration Aleksandr Davidovič Brener; * 1957 in Alma-Ata, Kasachische SSR) ist ein russischer Aktionskünstler.

## Biografie
Brener wurde in Almaty geboren. Er studierte Philologie und wanderte 1989 aus der Sowjetunion nach Israel aus. Dort arbeitete er zunächst als Journalist, später als Performancekünstler.
1992 bis 1996 lebte er in Moskau und war dort als Maler, Dichter und Kritiker tätig. Seine erwähnenswerten oder zumindest Aufsehen erregenden Aktionen bestanden darin, im Moskauer Puschkin-Museum vor ein Bild von Vincent van Gogh zu koten, Sex auf öffentlichen Straßen zu haben und Kunstwerke zu zerstören.
1997 wurde er verhaftet, nachdem er im Stedelijk Museum in Amsterdam ein grünes Dollarzeichen auf das Bild Suprematisme von Kasimir Malewitsch gemalt hatte. Bei der Verhandlung sagte Brener zu seiner Verteidigung:
Das Kreuz ist ein Symbol des Leidens, Das Dollarzeichen ist ein Symbol für den Handel. Humanitär gesehen sind die Ideen von Christus bedeutender als die des Geldes. Meine Tat war nicht gegen das Bild gerichtet. Ich sehe meine Tat eher als Dialog mit Malewitsch.
Er wurde verurteilt und erhielt eine Haftstrafe, während der er sein Werk Obossany Pistolet schrieb und seine Position zu seinen Aktionen zusammenfasst.
Er arbeitet mit der österreichischen Künstlerin Barbara Schurz zusammen (Kunstterroristen). Als Künstlerpaar Barbara Schurz & Alexander Brener waren sie auf der 49. Biennale Venedig 2001 vertreten.

## Werke (Auswahl)
Brener ist Autor von insgesamt über 20 Büchern.
- Grudim (1993)
- Meine Vagina (1993)
- Chlamidiose (1994)
- Obossany Pistolet („Vollgepisste Pistole“, 1997)

In Zusammenarbeit mit Barbara Schurz
- Was tun? ISBN 3-85266-101-3 (1999)
- Furzende Völker (1999)
- Tattoos auf Gefängnissen. ISBN 3-85266-157-9 (2000)
- Bukaka Spat here. ISBN 3-9501567-1-2 (2001)